# جورشن
الجورشن (بلغة الجورشن: ) هم إحدى شعوب التونغوسيك التي سكنت منشوريا إلى القرن السابع عشر، ثم تبنت اسم مانشو. أسس الجورشن سلالة جين الحاكمة (1115-1234).
عاشوا في شمال شرق الصين قبل القرن الثامن عشر. أعاد هونغ تاي تشي تسمية الجورشن إلى المانشو عام ١٦٣٥. عاشت مجموعات الجورشن المختلفة كصيادين وجامعين، أو رعاة شبه رحل، أو مزارعين مستقرين. ونظرًا لافتقارهم إلى سلطة مركزية عامة، وقلة تواصلهم فيما بينهم، وقع العديد من مجموعات الجورشن تحت تأثير السلالات المجاورة، حيث كان زعماؤهم يدفعون الجزية ويشغلون مناصب اسمية كقادة وراثيين فعليًا لحرس الحدود.
قام المسؤولون الهان في عهد أسرة مينغ (1368-1644) بتصنيفهم إلى ثلاث مجموعات، مما يعكس القرب النسبي من أسرة مينغ:
1. الجيانتشو
2. الهايشي
3. اليرين